# خاكي شكرآباد (مقاطعة دلفان)
خاكي شكرآباد (بالفارسية: خاکی شکرآباد) هي قرية تقع في قسم كاكاوند الغربي الريفي (مقاطعة دلفان) في إيران. يقدر عدد سكانها بـ 118 نسمة .